# Kokino Nero
Kokino Nero (gr. Κόκκινο Νερό – czerwona woda) – miejscowość w Grecji, w administracji zdecentralizowanej Tesalia-Grecja Środkowa, w regionie Tesalia, w jednostce regionalnej Larisa, w gminie Aja. W 2011 roku liczyła 95 mieszkańców. Jej nazwa pochodzi od znajdującego się tutaj źródła, którego woda ma dużą zawartość żelaza.

## Położenie

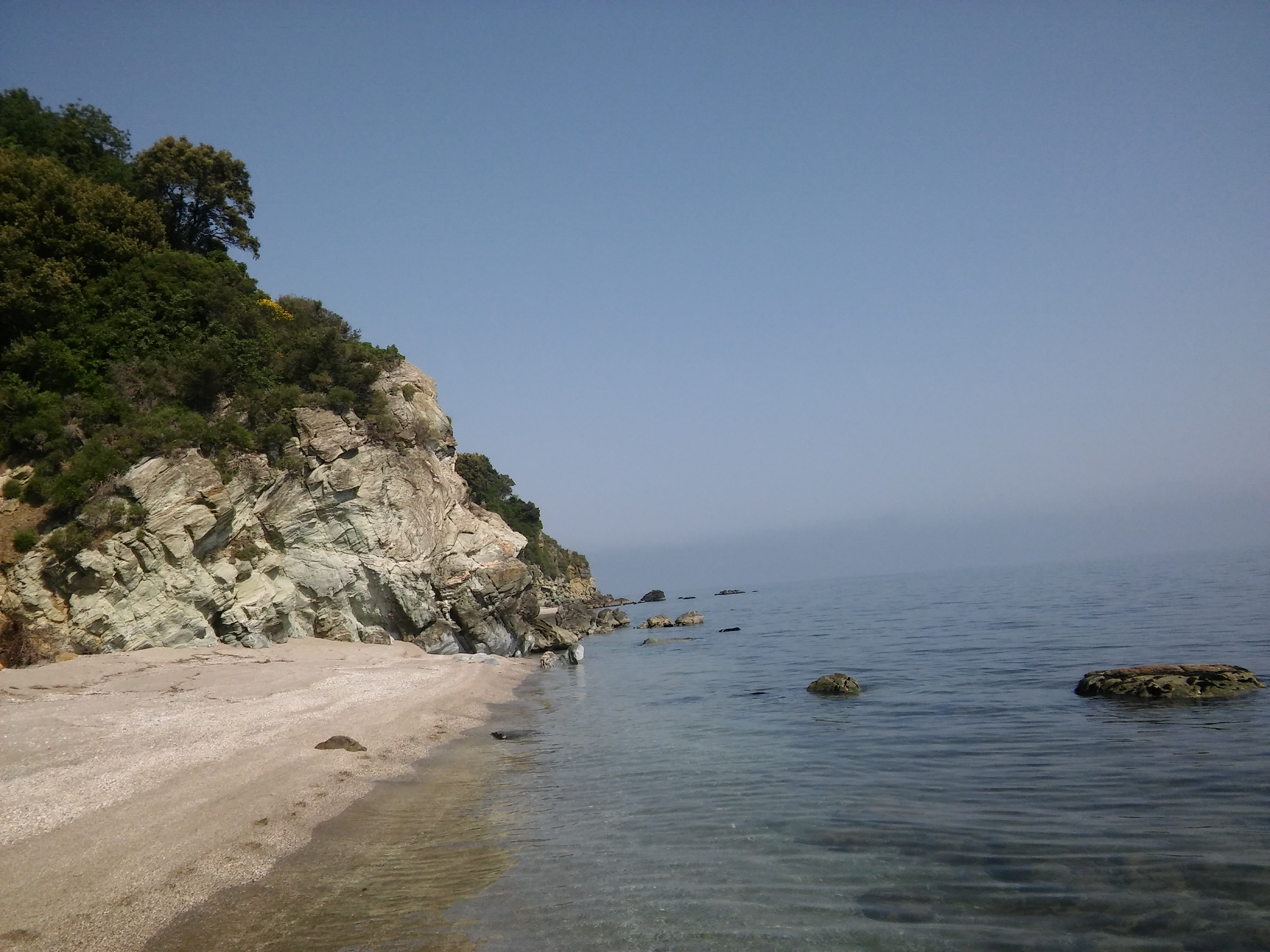
Jedna z plaż w Kokino Nero

Miejscowość o charakterze turystycznym położona ok. 40 km na północny wschód od Larisy oraz ok. 140 km na południe od Salonik. Miasteczko leży u podnóża góry Osa oraz w odległości 20 km od delty rzeki Pinios.

## Atrakcje turystyczne
W odległości około 2 km znajduje się malowniczy wodospad Kalipso. W miasteczku znajduje się także most bizantyjski. W Kokino Nero posiada także malownicze wybrzeża klifowe.
Niedaleko (około 150 km) znajduje się także masyw Meteory, gdzie znajdują się prawosławne klasztory, założone w XIV w.